# 테리 브랜즈
테리 마이클 브랜즈(영어: Terry Michael Brands, 1968년 4월 9일~)는 미국의 전직 레슬링 선수이다. 2000년 하계 올림픽 자유형 라이트급 동메달을 획득했으며 세계 레슬링 선수권 대회에서 은메달 1개, 동메달 1개를 획득했다.

## 개인사
쌍둥이 형제인 톰 브랜즈 또한 레슬링 선수로 활동했다.